# روبرت تشابلن
روبرت تشابلن هو نحات كندي، ولد في 17 يناير 1968.